# Suddhodana Gotama
Suddhodana Gotama (pali Suddhodana सुद्धोदन; sanskr शुद्धोदन Śuddhodana) (ok. 600-500 p.n.e.) – indyjski król z rodu Śakyów. Władca miasta Kapilavastu. Ojciec Sidhatthy Gotamy, znanego jako Budda.

## Więzy rodzinne
Był synem Sihahanu i Kaccāny. Miał czterech braci: Dhotodanę, Sakkodanę, Sukkodanę, Amitodanę, oraz dwie siostry: Amitę i Pamitę.
Królowa Māyā (znana też jako Māyādevi) z królestwa Devadaha urodziła mu syna Sidhatthę Gotamę, późniejszego Buddę. Po jej śmierci jej miejsce zajęła jej siostra Pajāpatī (znana też jako Māhapajāpatī Gotami), która poczęła mu syna Nandę i córkę Sundarī Nandā.

## Życie
Po narodzinach Sidhatthy Gotamy, pierworodnego syna Suddhodany, Asita (nadworny asceta) wygłosił przepowiednię. Według niej Siddhatha miał się stać Uniwersalnym Władcą lub nauczycielem ludzkości. Suddhodana wolał, by syn został Uniwersalnym Władcą niż mędrcem, i zamknął go w pałacu, otaczając wygodami. Kiedy syn opuszczał pałac, słudzy usuwali tych, którzy nie godni byli wzroku księcia z ulic. Jednak mimo wysiłku ojca Sidhattha podczas kilku przejażdżek ujrzał cztery (tzw. wielkie) znaki: starca, chorego, orszak żałobny i wędrownego ascetę. Pragnienie odnalezienia prawdy było silniejsze niż wysiłki ojca, by przytrzymać Sidhatthę w świecie wygód pałacowych.
Odejście księcia, było wielkim ciosem dla ojca. Zachowywał on jednak wiarę w syna. Kiedy doniesiono mu, że Sidhattha zmarł podczas swej wędrówki – odmówił wiary w te słowa, gdyż jego syn nie umarłby, nie dopiąwszy celu. Kiedy wieść o tym doszła do Przebudzonego już Sidhatthy, wygłosił on Mahādhammapāla Jātaka, która opowiadała o niezachwianej wierze Suddhodany w swego syna, w poprzednich żywotach.
Zgodnie z legendą Suddhodana nie mógł pogodzić się z odejściem syna i podejmował wielkie wysiłki w celu odnalezienia go. Po wielu latach, kiedy wieść o oświeceniu Siddhathy dotarła do Suddhodany, ten wysłał synowi posłańca do Veluvana w Rājagasze, w towarzystwie 10 tysięcy ludzi, aby ci przekonali syna do przybycia w rodzinne strony. Posłańcy jednak wysłuchawszy nauk Buddy, wstąpili do Zgromadzenia i zapomnieli o misji. Suddhodana postanowił więc wysłać do syna jego najbliższego przyjaciela Kāludāyīa, aby ten wstąpił do Zgromadzenia i przekonał Buddę do odwiedzin domu rodzinnego. Posłaniec wypełnił misję. Budda przyjął ojcowskie zaproszenie i odwiedził Kapilavatthu. Nim wkroczył do pałacu, prosił, wraz z innymi mnichami, o jałmużnę na ulicach stolicy. Ojciec wraz z orszakiem podążył na spotkanie synowi i zbeształ syna za chodzenie po prośbie. Budda odparł, że to tradycja Przebudzonych. Słysząc te słowa, Suddhaodana stał się „sotāpanna” (Wchodzącym w strumień). Po posiłku w pałacu i wygłoszeniu Dhammy Suddhoddana osiągnął stan sakadāgāmī (Raz powracającym). Następny stopień – anāgāmī (Nie powracający) – osiągnął po
wysłuchaniu Mahādhammapāla Jātaki.
Wiele lat później, gdy Budda usłyszał, że jego ojciec jest bliski śmierci, opuścił Vesāli i przybył do ojca. Przekazał ojcu ostatnie nauki, a Suddhodana osiągnął stan arahanta (Przebudzonego) jako osoba świecka.